# Az NDK az 1988. évi nyári olimpiai játékokon
Az NDK a dél-koreai Szöulban megrendezett 1988. évi nyári olimpiai játékok egyik részt vevő nemzete volt. Az országot az olimpián 16 sportágban 259 sportoló képviselte, akik összesen 102 érmet szereztek.

## Érmesek
| Érem  | Versenyző | Sportág       | Versenyszám                    |
| ----- | --- | ------------- | ------------------------------ |
| Arany | Ulf Timmermann | Atlétika      | Férfi súlylökés                |
| Arany | Jürgen Schult | Atlétika      | Férfi diszkoszvetés            |
| Arany | Christian Schenk | Atlétika      | Férfi tízpróba                 |
| Arany | Sigrun Wodars-Grau | Atlétika      | Női 800 m                      |
| Arany | Martina Hellmann | Atlétika      | Női diszkoszvetés              |
| Arany | Petra Meier-Felke | Atlétika      | Női gerelyhajítás              |
| Arany | Thomas Lange | Evezés        | Férfi egypárevezős             |
| Arany | Roland Schröder Thomas Greiner Ralf Brudel Olaf Förster                                                                                       | Evezés        | Férfi kormányos nélküli négyes |
| Arany | Frank Klawonn Bernd Eichwurzel Bernd Niesecke Karsten Schmeling Hendrik Reiher                                                                | Evezés        | Férfi kormányos négyes         |
| Arany | Jutta Behrendt | Evezés        | Női egypárevezős               |
| Arany | Birgit Peter Martina Schröter | Evezés        | Női kétpárevezős               |
| Arany | Kerstin Förster Kristina Mundt Beate Schramm Jana Sorgers                                                                                     | Evezés        | Női négypárevezős              |
| Arany | Martina Walther Gerlinde Doberschütz Carola Hornig Birte Siech Sylvia Rose                                                                    | Evezés        | Női kormányos négyes           |
| Arany | Ramona Balthasar Kathrin Haacker Anja Kluge Beatrix Schröer Ute Schell-Wagner-Stange Annegret Strauch Ute Wild Judith Zeidler Daniela Neunast | Evezés        | Női nyolcas                    |
| Arany | Olaf Heukrodt | Kajak-kenu    | Férfi kenu egyes 500 m         |
| Arany | Birgit Fischer-Schmidt Anke Nothnagel-von Seck                                                                                                | Kajak-kenu    | Női kajak kettes 500 m         |
| Arany | Anke Nothnagel-von Seck Birgit Fischer-Schmidt Heike Singer Ramona Portwich                                                                   | Kajak-kenu    | Női kajak négyes 500 m         |
| Arany | Olaf Ludwig | Kerékpározás  | Férfi egyéni mezőnyverseny     |
| Arany | Uwe Ampler Mario Kummer Maik Landsmann Jan Schur                                                                                              | Kerékpározás  | Férfi csapat időfutam          |
| Arany | Lutz Heßlich | Kerékpározás  | Férfi egyéni sprint            |
| Arany | Andreas Zülow | Ökölvívás     | Könnyűsúly                     |
| Arany | Henry Maske | Ökölvívás     | Középsúly                      |
| Arany | Axel Wegner | Sportlövészet | Skeet                          |
| Arany | Joachim Kunz | Súlyemelés    | 67,5 kg                        |
| Arany | Holger Behrendt | Torna         | Férfi gyűrű                    |
| Arany | Uwe Daßler | Úszás         | Férfi 400 m gyors              |
| Arany | Kristin Otto | Úszás         | Női 50 m gyors                 |
| Arany | Kristin Otto | Úszás         | Női 100 m gyors                |
| Arany | Heike Friedrich | Úszás         | Női 200 m gyors                |
| Arany | Kristin Otto Katrin Meißner Daniela Hunger Manuela Stellmach Sabina Schulze Heike Friedrich                                                   | Úszás         | Női 4 × 100 m gyorsváltó       |
| Arany | Kristin Otto | Úszás         | Női 100 m hát                  |
| Arany | Silke Hörner | Úszás         | Női 200 m mell                 |
| Arany | Kristin Otto | Úszás         | Női 100 m pillangó             |
| Arany | Kathleen Nord | Úszás         | Női 200 m pillangó             |
| Arany | Daniela Hunger | Úszás         | Női 200 m vegyes               |
| Arany | Kristin Otto Silke Hörner Birte Weigang Katrin Meißner Cornelia Sirch Manuela Stellmach                                                       | Úszás         | Női 4 × 100 m vegyes váltó     |
| Arany | Bernd Jäkel Jochen Schümann Thomas Flach | Vitorlázás    | Soling                         |
| Ezüst | Ronald Weigel | Atlétika      | Férfi 20 km gyaloglás          |
| Ezüst | Ronald Weigel | Atlétika      | Férfi 50 km gyaloglás          |
| Ezüst | Torsten Voss | Atlétika      | Férfi tízpróba                 |
| Ezüst | Petra Müller | Atlétika      | Női 400 m                      |
| Ezüst | Christine Wachtel | Atlétika      | Női 800 m                      |
| Ezüst | Gloria Siebert | Atlétika      | Női 100 m gát                  |
| Ezüst | Silke Möller Kerstin Behrendt Ingrid Auerswald-Lange Marlies Oelsner-Göhr                                                                     | Atlétika      | Női 4 × 100 m váltó            |
| Ezüst | Heike Drechsler | Atlétika      | Női távolugrás                 |
| Ezüst | Kathrin Neimke | Atlétika      | Női súlylökés                  |
| Ezüst | Diana Gansky | Atlétika      | Női diszkoszvetés              |
| Ezüst | Sabine John | Atlétika      | Női hétpróba                   |
| Ezüst | Sven Loll | Cselgáncs     | Férfi könnyűsúly               |
| Ezüst | Henry Stöhr | Cselgáncs     | Férfi nehézsúly                |
| Ezüst | Mario Streit Detlef Kirchhoff René Rensch | Evezés        | Férfi kormányos kettes         |
| Ezüst | Andreas Stähle | Kajak-kenu    | Férfi kajak egyes 500 m        |
| Ezüst | Jörg Schmidt | Kajak-kenu    | Férfi kenu egyes 1000 m        |
| Ezüst | Olaf Heukrodt Ingo Spelly | Kajak-kenu    | Férfi kenu kettes 1000 m       |
| Ezüst | Birgit Fischer-Schmidt | Kajak-kenu    | Női kajak egyes 500 m          |
| Ezüst | Steffen Blochwitz Roland Hennig Carsten Wolf Dirk Meier Uwe Preißler                                                                          | Kerékpározás  | Férfi csapat üldözőverseny     |
| Ezüst | Christa Rothenburger-Luding | Kerékpározás  | Női egyéni sprint              |
| Ezüst | Andreas Tews | Ökölvívás     | Légsúly                        |
| Ezüst | Ralf Schumann | Sportlövészet | Férfi gyorstüzelő pisztoly     |
| Ezüst | Ingo Steinhöfel | Súlyemelés    | 75 kg                          |
| Ezüst | Sylvio Kroll Sven Tippelt Ralf Büchner Holger Behrendt Ulf Hoffmann Andreas Wecker                                                            | Torna         | Férfi csapat összetett         |
| Ezüst | Sylvio Kroll | Torna         | Férfi ugrás                    |
| Ezüst | Dagmar Kersten | Torna         | Női felemás korlát             |
| Ezüst | Uwe Daßler Sven Lodziewski Thomas Flemming Steffen Zesner Lars Hinneburg                                                                      | Úszás         | Férfi 4 × 200 m gyorsváltó     |
| Ezüst | Frank Baltrusch | Úszás         | Férfi 200 m hát                |
| Ezüst | Patrick Kühl | Úszás         | Férfi 200 m vegyes             |
| Ezüst | Heike Friedrich | Úszás         | Női 400 m gyors                |
| Ezüst | Astrid Strauß | Úszás         | Női 800 m gyors                |
| Ezüst | Kathrin Zimmermann | Úszás         | Női 200 m hát                  |
| Ezüst | Birte Weigang | Úszás         | Női 100 m pillangó             |
| Ezüst | Birte Weigang | Úszás         | Női 200 m pillangó             |
| Ezüst | Udo Wagner | Vívás         | Férfi tőr, egyéni              |
| Bronz | Jens-Peter Herold | Atlétika      | Férfi 1500 m                   |
| Bronz | Hansjörg Kunze | Atlétika      | Férfi 5000 m                   |
| Bronz | Hartwig Gauder | Atlétika      | Férfi 50 km gyaloglás          |
| Bronz | Heike Drechsler | Atlétika      | Női 100 m                      |
| Bronz | Heike Drechsler | Atlétika      | Női 200 m                      |
| Bronz | Katrin Dörre-Heinig | Atlétika      | Női maraton                    |
| Bronz | Ellen Fiedler | Atlétika      | Női 400 m gát                  |
| Bronz | Dagmar Neubauer Kirsten Emmelmann Sabine Busch Petra Müller Grit Breuer                                                                       | Atlétika      | Női 4 × 400 m váltó            |
| Bronz | Beate Koch | Atlétika      | Női gerelyhajítás              |
| Bronz | Anke Behmer | Atlétika      | Női hétpróba                   |
| Bronz | Andreas Schröder | Birkózás      | Szabadfogás, 130 kg            |
| Bronz | Torsten Bréchôt | Cselgáncs     | Férfi váltósúly                |
| Bronz | Steffen Bogs Steffen Zühlke Heiko Habermann Jens Köppen                                                                                       | Evezés        | Férfi négypárevezős            |
| Bronz | André Wohllebe | Kajak-kenu    | Férfi kajak egyes 1000 m       |
| Bronz | Kay Bluhm André Wohllebe Hans-Jörg Bliesener Andreas Stähle                                                                                   | Kajak-kenu    | Férfi kajak négyes 1000 m      |
| Bronz | Bernd Dittert | Kerékpározás  | Férfi egyéni üldözőverseny     |
| Bronz | Ronny Weller | Súlyemelés    | 110 kg                         |
| Bronz | Sven Tippelt | Torna         | Férfi korlát                   |
| Bronz | Holger Behrendt | Torna         | Férfi nyújtó                   |
| Bronz | Sven Tippelt | Torna         | Férfi gyűrű                    |
| Bronz | Dagmar Kersten Dörte Thümmler Ulrike Klotz Gabi Fähnrich Bettina Schieferdecker Martina Jentsch                                               | Torna         | Női csapat összetett           |
| Bronz | Uwe Daßler | Úszás         | Férfi 1500 m gyors             |
| Bronz | Dirk Richter Thomas Flemming Lars Hinneburg Steffen Zesner                                                                                    | Úszás         | Férfi 4 × 100 m gyorsváltó     |
| Bronz | Katrin Meißner | Úszás         | Női 50 m gyors                 |
| Bronz | Manuela Stellmach | Úszás         | Női 200 m gyors                |
| Bronz | Anke Möhring | Úszás         | Női 400 m gyors                |
| Bronz | Cornelia Sirch | Úszás         | Női 100 m hát                  |
| Bronz | Cornelia Sirch | Úszás         | Női 200 m hát                  |
| Bronz | Silke Hörner | Úszás         | Női 100 m mell                 |
| Bronz | Daniela Hunger | Úszás         | Női 400 m vegyes               |

## Atlétika
Férfi
| Versenyző                                                                       | Versenyszám     | Előfutam | Előfutam | Előfutam | Negyeddöntő | Negyeddöntő | Negyeddöntő | Elődöntő | Elődöntő | Elődöntő | Döntő         | Döntő         |
| Versenyző                                                                       | Versenyszám     | Idő      | Hely.    | Össz.    | Idő         | Hely.       | Össz.       | Idő      | Hely.    | Össz.    | Idő           | Helyezés      |
| ------------------------------------------------------------------------------- | --------------- | -------- | -------- | -------- | ----------- | ----------- | ----------- | -------- | -------- | -------- | ------------- | ------------- |
| Sven Matthes                                                                    | 100 m           | 10,35    | 3.       | 10.      | 10,36       | 3.          | 18.*        | kiesett  | kiesett  | kiesett  | kiesett       | kiesett       |
| Thomas Schönlebe                                                                | 400 m           | 47,07    | 2.       | 35.      | 45,09       | 3.          | 9.*         | 44,90    | 5.       | 9.*      | kiesett       | kiesett       |
| Jens Carlowitz                                                                  | 400 m           | 45,64    | 2.       | 4.       | 45,09       | 2.          | 9.*         | 45,08    | 6.       | 11.      | kiesett       | kiesett       |
| Jens-Peter Herold                                                               | 1500 m          | 3:40,87  | 1.       | 8.       |             |             |             | 3:38,59  | 5.       | 8.       | 3:36,21       |               |
| Hansjörg Kunze                                                                  | 5000 m          | 13:44,34 | 11.      | 11.      |             |             |             | 13:23,04 | 6.       | 6.       | 13:15,73      |               |
| Hansjörg Kunze                                                                  | 10 000 m        | 28:22,09 | 3.       | 14.      |             |             |             |          |          |          | 27:39,35      | 6.            |
| Jörg Peter                                                                      | Maraton         |          |          |          |             |             |             |          |          |          | nem ért célba | nem ért célba |
| Hagen Melzer                                                                    | 3000 m akadály  | 8:36,45  | 3.       | 13.      |             |             |             | 8:16,27  | 3.       | 3.       | 8:19,82       | 10.           |
| Axel Noack                                                                      | 20 km gyaloglás |          |          |          |             |             |             |          |          |          | 1:21:14       | 8.            |
| Ronald Weigel                                                                   | 20 km gyaloglás |          |          |          |             |             |             |          |          |          | 1:20:00       |               |
| Ronald Weigel                                                                   | 50 km gyaloglás |          |          |          |             |             |             |          |          |          | 3:38:56       |               |
| Hartwig Gauder                                                                  | 50 km gyaloglás |          |          |          |             |             |             |          |          |          | 3:39:45       |               |
| Dietmar Meisch                                                                  | 50 km gyaloglás |          |          |          |             |             |             |          |          |          | 3:46:31       | 9.            |
| Jens Carlowitz Mathias Schersing Frank Möller Thomas Schönlebe Michael Schimmer | 4 × 400 m váltó | 3:08,13  | 4.       | 14.      |             |             |             | 3:00,60  | 1.       | 1.       | 3:01,13       | 4.            |

| Versenyző       | Versenyszám   | Selejtező | Selejtező | Döntő    | Döntő    |
| Versenyző       | Versenyszám   | Eredmény  | Helyezés  | Eredmény | Helyezés |
| --------------- | ------------- | --------- | --------- | -------- | -------- |
| Ulf Timmermann  | Súlylökés     | 21,27 m   | 1.        | 22,47 m  |          |
| Udo Beyer       | Súlylökés     | 20,97 m   | 2.        | 21,40 m  | 4.       |
| Jürgen Schult   | Diszkoszvetés | 64,70 m   | 3.        | 68,82 m  |          |
| Ralf Haber      | Diszkoszvetés | 78,16 m   | 4.        | 80,44 m  | 4.       |
| Gunther Rodehau | Diszkoszvetés | 78,12 m   | 5.        | 72,36 m  | 12.      |
| Gerald Weiß     | Gerelyhajítás | 80,22 m   | 8.        | 81,30 m  | 6.       |
| Silvio Warsönke | Gerelyhajítás | 78,22 m   | 15.       | kiesett  | kiesett  |
| Detlef Michel   | Gerelyhajítás | 77,70 m   | 17.       | kiesett  | kiesett  |

| Versenyző        | Versenyszám | 100 m | 100 m | Távolugrás | Távolugrás | Súlylökés | Súlylökés | Magasugrás | Magasugrás | 400 m | 400 m | 110 m gát | 110 m gát | Diszkoszvetés | Diszkoszvetés | Rúdugrás | Rúdugrás | Gerelyhajítás | Gerelyhajítás | 1500 m  | 1500 m | Végeredmény | Végeredmény |
| Versenyző        | Versenyszám | Idő   | Pont  | Eredmény   | Pont       | Eredmény  | Pont      | Eredmény   | Pont       | Idő   | Pont  | Idő       | Pont      | Eredmény      | Pont          | Eredmény | Pont     | Eredmény      | Pont          | Idő     | Pont   | Pont        | Helyezés    |
| ---------------- | ----------- | ----- | ----- | ---------- | ---------- | --------- | --------- | ---------- | ---------- | ----- | ----- | --------- | --------- | ------------- | ------------- | -------- | -------- | ------------- | ------------- | ------- | ------ | ----------- | ----------- |
| Christian Schenk | Tízpróba    | 11,25 | 806   | 743 cm     | 918        | 15,48 m   | 819       | 227 cm     | 1061       | 48,90 | 866   | 15,13     | 834       | 49,28 m       | 855           | 470 cm   | 819      | 61,32 m       | 758           | 4:28,95 | 752    | 8488        |             |
| Torsten Voss     | Tízpróba    | 10,87 | 890   | 745 cm     | 922        | 14,97 m   | 788       | 197 cm     | 776        | 47,71 | 923   | 14,46     | 916       | 44,36 m       | 754           | 510 cm   | 941      | 61,76 m       | 764           | 4:33,02 | 725    | 8399        |             |
| Uwe Freimuth     | Tízpróba    | 11,57 | 738   | 700 cm     | 814        | 15,60 m   | 827       | 194 cm     | 749        | 49,84 | 822   | 15,04     | 845       | 46,66 m       | 801           | 490 cm   | 880      | 60,20 m       | 741           | 4:46,04 | 643    | 7860        | 18.         |

Női
| Versenyző                                                                 | Versenyszám     | Előfutam | Előfutam | Előfutam | Negyeddöntő | Negyeddöntő | Negyeddöntő | Elődöntő | Elődöntő | Elődöntő | Döntő    | Döntő    |
| Versenyző                                                                 | Versenyszám     | Idő      | Hely.    | Össz.    | Idő         | Hely.       | Össz.       | Idő      | Hely.    | Össz.    | Idő      | Helyezés |
| ------------------------------------------------------------------------- | --------------- | -------- | -------- | -------- | ----------- | ----------- | ----------- | -------- | -------- | -------- | -------- | -------- |
| Heike Drechsler                                                           | 200 m           | 22,93    | 1.       | 8.       | 22,38       | 3.          | 6.          | 22,27    | 2.       | 5.       | 21,95    |          |
| Heike Drechsler                                                           | 100 m           | 11,15    | 2.       | 8.       | 10,96       | 1.          | 3.*         | 10,91    | 2.       | 2.       | 10,85    |          |
| Marlies Oelsner-Göhr                                                      | 100 m           | 11,22    | 3.       | 12.**    | 10,99       | 3.          | 6.*         | 11,13    | 6.       | 12.*     | kiesett  | kiesett  |
| Silke Möller                                                              | 100 m           | 11,27    | 2.       | 16.      | 11,10       | 4.          | 12.         | 11,12    | 5.       | 9.**     | kiesett  | kiesett  |
| Silke Möller                                                              | 200 m           | 23,07    | 2.       | 11.      | 22,86       | 3.          | 11.         | 22,15    | 3.       | 4.       | 22,09    | 5.       |
| Katrin Krabbe                                                             | 200 m           | 23,14    | 2.       | 15.      | 22,67       | 4.          | 8.          | 22,59    | 6.       | 10.      | kiesett  | kiesett  |
| Petra Müller                                                              | 400 m           | 51,93    | 2.       | 2.       | 51,45       | 1.          | 8.          | 49,50    | 2.       | 3.       | 49,45    |          |
| Kirsten Emmelmann                                                         | 400 m           | 54,02    | 4.       | 32.      | 51,02       | 2.          | 3.*         | 50,39    | 5.       | 12.      | kiesett  | kiesett  |
| Dagmar Neubauer                                                           | 400 m           | 52,51    | 1.       | 13.      | 51,48       | 3.          | 9.          | 50,92    | 8.       | 14.      | kiesett  | kiesett  |
| Sigrun Wodars-Grau                                                        | 800 m           | 2:02,24  | 1.       | 11.      |             |             |             | 1:57,21  | 1.       | 1.       | 1:56,10  |          |
| Christine Wachtel                                                         | 800 m           | 2:00,62  | 1.       | 1.       |             |             |             | 1:58,44  | 1.       | 3.       | 1:56,64  |          |
| Andrea Hahmann                                                            | 1500 m          | 4:03,65  | 3.       | 3.       |             |             |             |          |          |          | 4:00,96  | 6.       |
| Kathrin Ullrich-Weßel                                                     | 10 000 m        | 31:51,40 | 4.       | 4.       |             |             |             |          |          |          | 31:29,27 | 4.       |
| Katrin Dörre-Heinig                                                       | Maraton         |          |          |          |             |             |             |          |          |          | 2:26:21  |          |
| Gloria Siebert                                                            | 100 m gát       | 12,65    | 1.       | 1.       | 12,74       | 1.          | 4.          | 12,60    | 2.       | 2.       | 12,61    |          |
| Cornelia Oschkenat                                                        | 100 m gát       | 12,72    | 1.       | 2.       | 12,69       | 1.          | 3.          | 12,63    | 1.       | 3.       | 13,73    | 8.       |
| Kerstin Claus-Knabe                                                       | 100 m gát       | 13,13    | 2.       | 10.      | 12,81       | 3.          | 5.          | 12,93    | 5.       | 8.       | kiesett  | kiesett  |
| Ellen Fiedler                                                             | 400 m gát       | 54,58    | 1.       | 1.       |             |             |             | 54,28    | 1.       | 3.       | 53,63    |          |
| Sabine Busch                                                              | 400 m gát       | 55,96    | 1.       | 12.      |             |             |             | 54,71    | 4.       | 9.       | 53,69    | 4.       |
| Susanne Losch                                                             | 400 m gát       | 55,90    | 1.       | 10.      |             |             |             | 55,56    | 6.       | 11.      | kiesett  | kiesett  |
| Silke Möller Kerstin Behrendt Ingrid Auerswald-Lange Marlies Oelsner-Göhr | 4 × 100 m váltó | 42,92    | 1.       | 3.       |             |             |             | 42,23    | 2.       | 3.       | 42,09    |          |
| Dagmar Neubauer Kirsten Emmelmann Sabine Busch Petra Müller Grit Breuer   | 4 × 400 m váltó | 3:27,37  | 1.       | 4.       |             |             |             |          |          |          | 3:18,29  |          |

| Versenyző               | Versenyszám   | Selejtező                                  | Selejtező | Döntő    | Döntő    |
| Versenyző               | Versenyszám   | Eredmény                                   | Helyezés  | Eredmény | Helyezés |
| ----------------------- | ------------- | ------------------------------------------ | --------- | -------- | -------- |
| Heike Drechsler         | Távolugrás    | 672 cm (holtverseny) érvényes ugrás nélkül | 6.*       | 722 cm   |          |
| Sabine John             | Távolugrás    | 681 cm                                     | 4.        | kiesett  | kiesett  |
| Kathrin Neimke          | Súlylökés     | 20,18 m                                    | 3.        | 21,07 m  |          |
| Ines Reichenbach-Müller | Súlylökés     | 19,79 m                                    | 5.        | 20,37 m  | 4.       |
| Heike Hartwig           | Súlylökés     | 20,06 m                                    | 4.        | 20,20 m  | 6.       |
| Martina Hellmann        | Diszkoszvetés | 67,12 m                                    | 1.        | 72,30 m  |          |
| Diana Gansky            | Diszkoszvetés | 65,40 m                                    | 5.        | 71,88 m  |          |
| Gabi Reinsch            | Diszkoszvetés | 66,88 m                                    | 2.        | 67,26 m  | 7.       |
| Petra Meier-Felke       | Gerelyhajítás | 67,06 m                                    | 2.        | 74,68 m  |          |
| Beate Koch              | Gerelyhajítás | 66,86 m                                    | 3.        | 67,30 m  |          |
| Silke Renk              | Gerelyhajítás | 63,64 m                                    | 7.        | 66,38 m  | 5.       |

| Versenyző   | Versenyszám | 100 m gát | 100 m gát | Magasugrás | Magasugrás | Súlylökés | Súlylökés | 200 m | 200 m | Távolugrás | Távolugrás | Gerelyhajítás | Gerelyhajítás | 800 m   | 800 m | Végeredmény | Végeredmény |
| Versenyző   | Versenyszám | Idő       | Pont      | Eredmény   | Pont       | Eredmény  | Pont      | Idő   | Pont  | Eredmény   | Pont       | Eredmény      | Pont          | Idő     | Pont  | Pont        | Helyezés    |
| ----------- | ----------- | --------- | --------- | ---------- | ---------- | --------- | --------- | ----- | ----- | ---------- | ---------- | ------------- | ------------- | ------- | ----- | ----------- | ----------- |
| Sabine John | Hétpróba    | 12,85     | 1147      | 180 cm     | 978        | 16,23 m   | 943       | 23,65 | 1015  | 671 cm     | 1076       | 42,56 m       | 716           | 2:06,14 | 1022  | 6897        |             |
| Anke Behmer | Hétpróba    | 13,20     | 1094      | 183 cm     | 1016       | 14,20 m   | 807       | 23,10 | 1069  | 668 cm     | 1066       | 44,54 m       | 755           | 2:04,20 | 1051  | 6858        |             |
| Ines Schulz | Hétpróba    | 13,75     | 1014      | 183 cm     | 1016       | 13,50 m   | 761       | 24,65 | 919   | 633 cm     | 953        | 42,82 m       | 721           | 2:05,79 | 1027  | 6411        | 6.          |

* - egy másik versenyzővel azonos eredményt ért el

** - két másik versenyzővel azonos eredményt ért el

## Birkózás
Kötöttfogású
| Versenyző        | Versenyszám | Vigaszágas kiesés | Vigaszágas kiesés | Helyosztók                            | Helyosztók        | Bronz- mérkőzés   | Döntő             | Helyezés    |
| Versenyző        | Versenyszám | Vigaszágas kiesés | Vigaszágas kiesés | 7. helyért                            | 5. helyért        | Bronz- mérkőzés   | Döntő             | Helyezés    |
| Versenyző        | Versenyszám | Ellenfél Eredmény | Hely.             | Ellenfél Eredmény                     | Ellenfél Eredmény | Ellenfél Eredmény | Ellenfél Eredmény | Helyezés    |
| ---------------- | ----------- | --- | ----------------- | ------------------------------------- | ----------------- | ----------------- | ----------------- | ----------- |
| Maik Bullmann    | 82 kg       | B csoport · Mukai Takahiro (JPN) · 6–0 · Timo Niemi (FIN) · 3–5 · Kim Szanggju (Kim Sang-Gyu) (KOR) · 7–6 · Mihail Mamiasvili (URS) · 0–11                                | 5.                | kiesett                               | kiesett           | kiesett           | kiesett           | helyezetlen |
| Olaf Koschnitzke | 90 kg       | B csoport · Mike Foy (USA) · kétvállas · Om Dzsinhan (Eom Jin-Han) (KOR) · 4–0 · Major Sándor (HUN) · 9–13 · a 4. fordulóban erőnyerő · Vlagyimir Popov (URS) · kétvállas | 4.                | Jeórjiosz Pikilídisz (GRE) · kizárták |                   |                   |                   | 7.          |

Szabadfogású
| Versenyző        | Versenyszám | Vigaszágas kiesés | Vigaszágas kiesés | Helyosztók                                               | Helyosztók        | Bronz- mérkőzés                  | Döntő             | Helyezés    |
| Versenyző        | Versenyszám | Vigaszágas kiesés | Vigaszágas kiesés | 7. helyért                                               | 5. helyért        | Bronz- mérkőzés                  | Döntő             | Helyezés    |
| Versenyző        | Versenyszám | Ellenfél Eredmény | Hely.             | Ellenfél Eredmény                                        | Ellenfél Eredmény | Ellenfél Eredmény                | Ellenfél Eredmény | Helyezés    |
| ---------------- | ----------- | --- | ----------------- | -------------------------------------------------------- | ----------------- | -------------------------------- | ----------------- | ----------- |
| Volker Anger     | 48 kg       | A csoport · Hou Csün-ji (Hour Jiunn-Yih) (TPE) · 14–5 · Suryadi Gunawan (INA) · 10–4 · Szergej Karamcsakov (URS) · 0–2 · a 4. fordulóban erőnyerő · Reiner Heugabel (FRG) · passzivitás                                     | 4.                | Nasser Zeinalnia (IRI) · 0–2                             |                   |                                  |                   | 7.          |
| Karsten Polky    | 62 kg       | B csoport · Steve Reinsfield (NZL) · passzivitás · Ravinder Singh Tut (GBR) · kétvállas · Sztepan Szargszjan (URS) · 1–13 · Ludwig Küng (SUI) · 7–3 · Akbar Fallah (IRI) · 3–10                                             | 5.                | kiesett                                                  | kiesett           | kiesett                          | kiesett           | helyezetlen |
| Uwe Westendorf   | 74 kg       | A csoport · Monday Eguabor (NGR) · 4–1 · Naresh Kumar (IND) · 11–2 · Mamadou Diaw Diallo (GUI) · kétvállas · Ayatollah Vagozari (IRI) · 3–6 · Adlan Varajev (URS) · 2–4                                                     | 4.                | Jun Gjongdzse (Yun Gyeong-Jae) (KOR) · feladta (sérülés) |                   |                                  |                   | 8.          |
| Hans Gstöttner   | 82 kg       | B csoport · Mohammed Jabouri (IRQ) · 15–0 · Dvorák László (HUN) · 4–0 · Alekszandr Tambovcev (URS) · 4–7 · Necmi Gençalp (TUR) · 8–6 · Mark Schultz (USA) · kétvállas                                                       | 4.                | Itó Acusi (JPN) · 4–5                                    |                   |                                  |                   | 8.          |
| Uwe Neupert      | 100 kg      | A csoport · Floriano Spiess (BRA) · kétvállas · Honda Tamon (JPN) · kétvállas · Hayri Sezgin (TUR) · 5–3 · Cso Bjongon (Jo Byeong-On) (KOR) · kétvállas · Boldyn Javkhlantögs (MGL) · kétvállas · Leri Habelovi (URS) · 1–3 | 2.                |                                                          |                   | Bill Scherr (USA) · kétvállas    |                   | 4.          |
| Andreas Schröder | 130 kg      | A csoport · Adam Sandurski (POL) · kétvállas · Bruce Baumgartner (USA) · 1–11 · Ham Dogvon (Ham Deog-Won) (KOR) · kétvállas · Daniel Payne (CAN) · 15–3                                                                     | 2.                |                                                          |                   | Klauz László (HUN) · passzivitás |                   |             |

## Cselgáncs
| Versenyző       | Versenyszám | Csoport | Selejtező                             | 32-es főtábla                       | Nyolcaddöntő                        | Negyeddöntő                            | Elődöntő                                    | Vigaszág nyolcaddöntő | Vigaszág negyeddöntő | Vigaszág elődöntő | Bronz- mérkőzés                | Döntő                                   | Helyezés |
| Versenyző       | Versenyszám | Csoport | Ellenfél Eredmény                     | Ellenfél Eredmény                   | Ellenfél Eredmény                   | Ellenfél Eredmény                      | Ellenfél Eredmény                           | Ellenfél Eredmény     | Ellenfél Eredmény    | Ellenfél Eredmény | Ellenfél Eredmény              | Ellenfél Eredmény                       | Helyezés |
| --------------- | ----------- | ------- | ------------------------------------- | ----------------------------------- | ----------------------------------- | -------------------------------------- | ------------------------------------------- | --------------------- | -------------------- | ----------------- | ------------------------------ | --------------------------------------- | -------- |
| Udo Quellmalz   | Harmatsúly  | A       | Craig Weldon (CAN) · 0010–0000        | Jamamoto Jószuke (JPN) · 0000–0101  | kiesett                             | kiesett                                | kiesett                                     |                       |                      |                   |                                |                                         | 20.      |
| Sven Loll       | Könnyűsúly  | A       | Lotuala N'Dombassy (ANG) · 1100–0000  | Johannes Wohlwend (LIE) · 1020–0000 | Steffen Stranz (FRG) · 0001–0000    | Mike Swain (USA) · 0010–0001           | Kerrith Brown (GBR) · 1010–0000             |                       |                      |                   |                                | Marc Alexandre (FRA) · 0000–0001        |          |
| Torsten Bréchôt | Váltósúly   | A       | Ezequiel Paraguassu (BRA) · 1001–0003 | John Baylon (PHI) · 1000–0000       | Neil Adams (GBR) · 0001–0000        | Rodnomyn Erkhembayar (MGL) · 0200–0000 | Frank Wieneke (FRG) · 0000–0001             |                       |                      |                   | Pascal Tayot (FRA) · 0100–0000 |                                         |          |
| Henry Stöhr     | Nehézsúly   | B       |                                       | Benjamin McMurray (PHI) · 1000–0000 | Dubrovszky István (HUN) · 1000–0000 | Juha Salonen (FIN) · 1000–0000         | Grigorij Vericsev (URS) · 0000 (bírói)–0000 |                       |                      |                   |                                | Szaitó Hitosi (JPN) · 0000–0000 (bírói) |          |

## Evezés
Férfi
| Versenyző                                                                      | Versenyszám              | Előfutam | Előfutam | Vigaszág | Vigaszág | Elődöntő | Elődöntő | Döntő | Döntő   | Döntő | Helyezés |
| Versenyző                                                                      | Versenyszám              | Idő      | Hely.    | Idő      | Hely.    | Idő      | Hely.    | Típus | Idő     | Hely. | Helyezés |
| ------------------------------------------------------------------------------ | ------------------------ | -------- | -------- | -------- | -------- | -------- | -------- | ----- | ------- | ----- | -------- |
| Thomas Lange                                                                   | Egypárevezős             | 7:03,25  | 1.       | erőnyerő | erőnyerő | 6:58,65  | 1.       | A     | 6:49,86 | 1.    |          |
| Uwe Mund Uwe Heppner                                                           | Kétpárevezős             | 6:13,72  | 2.       | 6:40,67  | 1.       | 6:17,89  | 1.       | A     | 6:26,20 | 5.    | 5.       |
| Carl Ertel Uwe Gasch                                                           | Kormányos nélküli kettes | 6:40,74  | 2.       | 7:02,15  | 1.       | 6:48,11  | 3.       | A     | 6:48,86 | 5.    | 5.       |
| Mario Streit Detlef Kirchhoff René Rensch                                      | Kormányos kettes         | 7:11,24  | 1.       |          |          | 6:58,08  | 2.       | A     | 7:00,63 | 2.    |          |
| Steffen Bogs Steffen Zühlke Heiko Habermann Jens Köppen                        | Négypárevezős            | 5:48,70  | 1.       |          |          | 5:50,48  | 2.       | A     | 5:56,13 | 3.    |          |
| Roland Schröder Thomas Greiner Ralf Brudel Olaf Förster                        | Kormányos nélküli négyes | 6:05,65  | 1.       |          |          | 6:00,29  | 1.       | A     | 6:03,11 | 1.    |          |
| Frank Klawonn Bernd Eichwurzel Bernd Niesecke Karsten Schmeling Hendrik Reiher | Kormányos négyes         | 6:00,75  | 1.       |          |          | 6:07,91  | 1.       | A     | 6:10,74 | 1.    |          |

Női
| Versenyző | Versenyszám              | Előfutam | Előfutam | Vigaszág | Vigaszág | Elődöntő | Elődöntő | Döntő | Döntő   | Döntő | Helyezés |
| Versenyző | Versenyszám              | Idő      | Hely.    | Idő      | Hely.    | Idő      | Hely.    | Típus | Idő     | Hely. | Helyezés |
| --- | ------------------------ | -------- | -------- | -------- | -------- | -------- | -------- | ----- | ------- | ----- | -------- |
| Jutta Behrendt | Egypárevezős             | 7:51,44  | 1.       | erőnyerő | erőnyerő | 7:37,69  | 1.       | A     | 7:47,19 | 1.    |          |
| Birgit Peter Martina Schröter | Kétpárevezős             | 7:25,95  | 1.       | erőnyerő | erőnyerő |          |          | A     | 7:00,48 | 1.    |          |
| Kerstin Spittler Katrin Schröder | Kormányos nélküli kettes | 7:59,10  | 1.       | erőnyerő | erőnyerő |          |          | A     | 7:40,47 | 4.    | 4.       |
| Kerstin Förster Kristina Mundt Beate Schramm Jana Sorgers                                                                                     | Négypárevezős            | 6:31,40  | 1.       | erőnyerő | erőnyerő |          |          | A     | 6:21,06 | 1.    |          |
| Martina Walther Gerlinde Doberschütz Carola Hornig Birte Siech Sylvia Rose                                                                    | Kormányos négyes         | 7:11,01  | 1.       | erőnyerő | erőnyerő |          |          | A     | 6:56,00 | 1.    |          |
| Ramona Balthasar Kathrin Haacker Anja Kluge Beatrix Schröer Ute Schell-Wagner-Stange Annegret Strauch Ute Wild Judith Zeidler Daniela Neunast | Nyolcas                  | 6:16,29  | 2.       | 6:05,50  | 1.       |          |          | A     | 6:15,17 | 1.    |          |

## Kajak-kenu
Férfi
| Versenyző                                                   | Versenyszám         | Előfutam | Előfutam | Előfutam | Vigaszág | Vigaszág | Vigaszág | Elődöntő | Elődöntő | Elődöntő | Döntő   | Döntő    |
| Versenyző                                                   | Versenyszám         | Idő      | Hely.    | Össz.    | Idő      | Hely.    | Össz.    | Idő      | Hely.    | Össz.    | Idő     | Helyezés |
| ----------------------------------------------------------- | ------------------- | -------- | -------- | -------- | -------- | -------- | -------- | -------- | -------- | -------- | ------- | -------- |
| Andreas Stähle                                              | Kajak egyes 500 m   | 1:44,26  | 1.       | 5.       | erőnyerő | erőnyerő | erőnyerő | 1:45,51  | 3.       | 10.      | 1:46,38 |          |
| André Wohllebe                                              | Kajak egyes 1000 m  | 3:42,07  | 2.       | 3.       | erőnyerő | erőnyerő | erőnyerő | 3:39,98  | 1.       | 2.       | 3:55,55 |          |
| Kay Bluhm André Wohllebe                                    | Kajak kettes 500 m  | 1:33,66  | 2.       | 5.       | erőnyerő | erőnyerő | erőnyerő | 1:35,67  | 2.       | 8.       | 1:36,49 | 7.       |
| Guido Behling Torsten Krentz                                | Kajak kettes 1000 m | 3:24,45  | 1.       | 4.       | erőnyerő | erőnyerő | erőnyerő | 3:27,19  | 2.       | 8.       | 3:35,44 | 5.       |
| Kay Bluhm André Wohllebe Hans-Jörg Bliesener Andreas Stähle | Kajak négyes 1000 m | 3:02,72  | 1.       | 4.       | erőnyerő | erőnyerő | erőnyerő | 3:06,80  | 1.       | 1.       | 3:02,37 |          |
| Olaf Heukrodt                                               | Kenu egyes 500 m    | 1:53,73  | 3.       | 3.       | erőnyerő | erőnyerő | erőnyerő | 1:55,50  | 1.       | 3.       | 1:56,42 |          |
| Jörg Schmidt                                                | Kenu egyes 1000 m   | 4:06,18  | 1.       | 2.       | erőnyerő | erőnyerő | erőnyerő | 4:08,17  | 2.       | 5.       | 4:15,83 |          |
| Alexander Schuck Thomas Zereske                             | Kenu kettes 500 m   | 1:42,67  | 1.       | 1.       | erőnyerő | erőnyerő | erőnyerő | 1:46,07  | 1.       | 4.       | 1:44,36 | 5.       |
| Olaf Heukrodt Ingo Spelly                                   | Kenu kettes 1000 m  | 3:40,82  | 1.       | 1.       | erőnyerő | erőnyerő | erőnyerő | 3:50,10  | 1.       | 2.       | 3:51,44 |          |

Női
| Versenyző                                                                   | Versenyszám        | Előfutam | Előfutam | Előfutam | Vigaszág | Vigaszág | Vigaszág | Elődöntő | Elődöntő | Elődöntő | Döntő   | Döntő    |
| Versenyző                                                                   | Versenyszám        | Idő      | Hely.    | Össz.    | Idő      | Hely.    | Össz.    | Idő      | Hely.    | Össz.    | Idő     | Helyezés |
| --------------------------------------------------------------------------- | ------------------ | -------- | -------- | -------- | -------- | -------- | -------- | -------- | -------- | -------- | ------- | -------- |
| Birgit Fischer-Schmidt                                                      | Kajak egyes 500 m  | 1:56,24  | 2.       | 3.       |          |          |          | 1:55,94  | 1.       | 1.       | 1:55,31 |          |
| Birgit Fischer-Schmidt Anke Nothnagel-von Seck                              | Kajak kettes 500 m | 1:45,53  | 2.       | 2.       | erőnyerő | erőnyerő | erőnyerő | 1:46,62  | 1.       | 1.       | 1:43,46 |          |
| Anke Nothnagel-von Seck Birgit Fischer-Schmidt Heike Singer Ramona Portwich | Kajak négyes 500 m | 1:36,84  | 1.       | 2.       | erőnyerő | erőnyerő | erőnyerő |          |          |          | 1:40,78 |          |

## Kerékpározás

### Országúti kerékpározás
Férfi
| Versenyző                                                     | Versenyszám     | Idő             | Helyezés |
| ------------------------------------------------------------- | --------------- | --------------- | -------- |
| Olaf Ludwig                                                   | Mezőnyverseny   | 4:32:22         |          |
| Uwe Raab                                                      | Mezőnyverseny   | 4:32:56 (+0:34) | 23.      |
| Uwe Ampler                                                    | Mezőnyverseny   | 4:32:56 (+0:34) | 82.      |
| Uwe Ampler Mario Kummer Maik Landsmann Jan Schur Men's Sprint | Csapat időfutam | 1:57:47,7       |          |

Női
| Versenyző     | Versenyszám   | Idő             | Helyezés      |
| ------------- | ------------- | --------------- | ------------- |
| Angela Ranft  | Mezőnyverseny | 2:00:52 (+0:00) | 25.           |
| Petra Rossner | Mezőnyverseny | nem ért célba   | nem ért célba |

### Pálya-kerékpározás
Sprintversenyek
| Versenyző                   | Versenyszám  | Selejtező | Selejtező | 1. forduló                                                     | 1. forduló | Vigaszág               | Vigaszág | 2. forduló                                        | 2. forduló | Vigaszág             | Vigaszág | Negyeddöntő                        | 5–8. helyért           | 5–8. helyért | Elődöntő                                       | Döntő                                     | Helyezés |
| Versenyző                   | Versenyszám  | Idő       | Hely.     | Ellenfelek Győztes idő                                         | Hely.      | Ellenfelek Győztes idő | Hely.    | Ellenfelek Győztes idő                            | Hely.      | Ellenfél Győztes idő | Hely.    | Ellenfél Győztes idő               | Ellenfelek Győztes idő | Hely.        | Ellenfél Győztes idő                           | Ellenfél Győztes idő                      | Helyezés |
| --------------------------- | ------------ | --------- | --------- | -------------------------------------------------------------- | ---------- | ---------------------- | -------- | ------------------------------------------------- | ---------- | -------------------- | -------- | ---------------------------------- | ---------------------- | ------------ | ---------------------------------------------- | ----------------------------------------- | -------- |
| Lutz Heßlich                | Férfi egyéni | 10,395    | 1.        | Om Jongszop (Eom Yeong-Seop) (KOR) · Rosman Alwi (MAS) · 11,25 | 1.         |                        |          | Eddie Alexander (GBR) · Miva Hideki (JPN) · 11,04 | 1.         |                      |          | Frank Weber (FRG) · 10,60; 11,50   |                        |              | Gary Neiwand (AUS) · 11,12; 10,64              | Nyikolaj Kovs (URS) · 13,98; 11,82        |          |
| Christa Rothenburger-Luding | Női egyéni   | 11,692    | 3.        | Csou Szu-jing (Zhou Suying) (CHN) · Louise Jones (GBR) · 12,24 | 1.         |                        |          |                                                   |            |                      |          | Julie Speight (AUS) · 11,80; 11,63 |                        |              | Isabelle Gautheron (FRA) · 11,92; 11,79; 11,89 | Erika Salumäe (URS) · 11,68; 12,00; 12,58 |          |

Üldözőversenyek
| Versenyző                                                            | Versenyszám  | Selejtező | Selejtező | Nyolcaddöntő                 | Nyolcaddöntő | Negyeddöntő                                                                                               | Negyeddöntő | Elődöntő                                                                                                  | Elődöntő  | Döntő | Döntő     | Helyezés |
| Versenyző                                                            | Versenyszám  | Idő       | Hely.     | Ellenfél Idő                 | Saját idő    | Ellenfél Idő                                                                                              | Saját idő   | Ellenfél Idő                                                                                              | Saját idő | Ellenfél Idő | Saját idő | Helyezés |
| -------------------------------------------------------------------- | ------------ | --------- | --------- | ---------------------------- | ------------ | --- | ----------- | --- | --------- | --- | --------- | -------- |
| Bernd Dittert                                                        | Férfi egyéni | 4:34,45   | 1.        | Erik Cent (NED) · lekörözték | 4:36,01      | Peter Clausen (DEN) · 4:42,62                                                                             | 4:33,70     | Dean Woods (AUS) · 4:35,02                                                                                | 4:39,06   | Colin Sturgess (GBR) · 4:34,90                                                                                              | 4:34,17   |          |
| Steffen Blochwitz Roland Hennig Carsten Wolf Dirk Meier Uwe Preißler | Férfi csapat | 4:17,61   | 4.        |                              |              | Csehszlovákia (TCH) · Svatopluk Buchta · Zbyněk Fiala · Pavel Soukup · Aleš Trčka · Pavel Tesař · 4:19,05 | 4:14,45     | Ausztrália (AUS) · Brett Dutton · Wayne McCarney · Stephen McGlede · Dean Woods · Scott McGrory · 4:27,57 | 4:20,65   | Szovjetunió (URS) · Vyacheslav Yekimov · Artūras Kasputis · Dmitry Nelyubin · Gintautas Umaras · Mindaugas Umaras · 4:13,31 | 4:14,09   |          |

Időfutam
| Név          | Versenyszám  | Idő      | Helyezés |
| ------------ | ------------ | -------- | -------- |
| Maic Malchow | Férfi egyéni | 1:05,393 | 6.       |

Pontverseny
| Név         | Versenyszám | Selejtező | Selejtező  | Selejtező | Döntő | Döntő      | Döntő    |
| Név         | Versenyszám | Pont      | Körhátrány | Hely.     | Pont  | Körhátrány | Helyezés |
| ----------- | ----------- | --------- | ---------- | --------- | ----- | ---------- | -------- |
| Olaf Ludwig | Férfi       | 21        | -1         | 7.        | 19    | -3         | 14.      |

## Kézilabda

### Férfi
| Keletnémet férfi kézilabdacsapat-játékoskeret                                                                              | Keletnémet férfi kézilabdacsapat-játékoskeret                                                       |
| --- | --------------------------------------------------------------------------------------------------- |
| - Andreas Neitzel - Bernd Metzke - Frank-Michael Wahl - Holger Schneider - Holger Winselmann - Matthias Hahn - Mike Fuhrig | - Jens Fiedler - Peter Hofmann - Peter Pysall - Rüdiger Borchardt - Stephan Hauck - Wieland Schmidt |

#### Eredmények
Csoportkör
B csoport
| Csapat              | M | Gy | D | V | G+  | G–  | Gk  | P |
| ------------------- | - | -- | - | - | --- | --- | --- | - |
| Dél-Korea (KOR)     | 5 | 4  | 0 | 1 | 127 | 117 | +10 | 8 |
| Magyarország (HUN)  | 5 | 3  | 0 | 2 | 102 | 93  | +9  | 6 |
| Csehszlovákia (TCH) | 5 | 3  | 0 | 2 | 109 | 103 | +6  | 6 |
| NDK (GDR)           | 5 | 3  | 0 | 2 | 109 | 100 | +9  | 6 |
| Spanyolország (ESP) | 5 | 2  | 0 | 3 | 101 | 106 | –5  | 4 |
| Japán (JPN)         | 5 | 0  | 0 | 5 | 97  | 126 | –29 | 0 |

- Magyarország, Csehszlovákia és az NDK azonos pontszámmal végzett, a sorrend meghatározásakor a Japán elleni eredményeket nem vették figyelembe.

| 1988. szeptember 20. 15:30 | NDK (GDR) | 25–18 | Japán (JPN) |  |
| 1988. szeptember 20. 15:30 | (14–10)   |       |             |  |
| 1988. szeptember 20. 15:30 |           |       |             |  |

| 1988. szeptember 22. 15:30 | NDK (GDR) | 22–23 | Dél-Korea (KOR) |  |
| 1988. szeptember 22. 15:30 | (13–9)    |       |                 |  |
| 1988. szeptember 22. 15:30 |           |       |                 |  |

| 1988. szeptember 24. 15:30 | NDK (GDR) | 21–20 | Spanyolország (ESP) |  |
| 1988. szeptember 24. 15:30 | (11–8)    |       |                     |  |
| 1988. szeptember 24. 15:30 |           |       |                     |  |

| 1988. szeptember 26. 15:30 | NDK (GDR) | 24–21 | Csehszlovákia (TCH) |  |
| 1988. szeptember 26. 15:30 | (11–9)    |       |                     |  |
| 1988. szeptember 26. 15:30 |           |       |                     |  |

| 1988. szeptember 28. 19:30 | Magyarország (HUN) | 18–17 | NDK (GDR) |  |
| 1988. szeptember 28. 19:30 | (7–9)              |       |           |  |
| 1988. szeptember 28. 19:30 |                    |       |           |  |

A 7. helyért
| 1988. szeptember 30. 14:00 | Izland (ISL)                 | 29–31 (h. u.) | NDK (GDR) |  |
| 1988. szeptember 30. 14:00 | (13–12, 23–23, 25–25, 28–28) |               |           |  |
| 1988. szeptember 30. 14:00 |                              |               |           |  |

| Csapat    | Helyezés |
| --------- | -------- |
| NDK (GDR) | 7.       |

## Műugrás
Férfi
| Versenyző     | Versenyszám        | Selejtező | Selejtező | Döntő  | Döntő    |
| Versenyző     | Versenyszám        | Pont      | Helyezés  | Pont   | Helyezés |
| ------------- | ------------------ | --------- | --------- | ------ | -------- |
| Jan Hempel    | Egyéni toronyugrás | 558,03    | 5.        | 583,77 | 5.       |
| Steffen Haage | Egyéni toronyugrás | 529,68    | 8.        | 541,02 | 7.       |

Női
| Versenyző    | Versenyszám        | Selejtező | Selejtező | Döntő  | Döntő    |
| Versenyző    | Versenyszám        | Pont      | Helyezés  | Pont   | Helyezés |
| ------------ | ------------------ | --------- | --------- | ------ | -------- |
| Brita Baldus | Egyéni műugrás     | 464,01    | 6.        | 479,19 | 7.       |
| Silke Abicht | Egyéni toronyugrás | 393,99    | 7.        | 350,61 | 8.       |

## Ökölvívás
| Versenyző         | Versenyszám     | Selejtező                   | 32-es főtábla                            | Nyolcaddöntő                                   | Negyeddöntő                              | Elődöntő                   | Döntő                                      | Helyezés |
| Versenyző         | Versenyszám     | Ellenfél Eredmény           | Ellenfél Eredmény                        | Ellenfél Eredmény                              | Ellenfél Eredmény                        | Ellenfél Eredmény          | Ellenfél Eredmény                          | Helyezés |
| ----------------- | --------------- | --------------------------- | ---------------------------------------- | ---------------------------------------------- | ---------------------------------------- | -------------------------- | ------------------------------------------ | -------- |
| Andreas Tews      | Légsúly         | erőnyerő                    | Vang Vej-ping (Wang Weiping) (CHN) · 5:0 | Váradi János (HUN) · 5:0                       | Benaissa Abed (ALG) · 5:0                | Mario González (MEX) · 5:0 | Kim Gvangszon (Kim Gwang-Seon) (KOR) · 1:4 |          |
| René Breitbarth   | Harmatsúly      | Magare Tshekiso (BOT) · 5:0 | Vedat Tutuk (TUR) · 5:0                  | Jorge Julio (COL) · 1:4                        | kiesett                                  | kiesett                    | kiesett                                    | 9.       |
| Diego Drumm       | Pehelysúly      | Kirkor Kirkorov (BUL) · 0:5 | kiesett                                  | kiesett                                        | kiesett                                  | kiesett                    | kiesett                                    | 33.      |
| Andreas Zülow     | Könnyűsúly      | Patrick Waweru (KEN) · 5:0  | Giorgio Campanella (ITA) · 5:0           | Konsztantyin Czju (URS) · 3:2                  | Mohamed Hegazi (EGY) · 5:0               | Romallis Ellis (USA) · 5:0 | George Cramne (SWE) · 5:0                  |          |
| Andreas Otto      | Kisváltósúly    | erőnyerő                    | Howard Grant (CAN) · RSC                 | kiesett                                        | kiesett                                  | kiesett                    | kiesett                                    | 17.      |
| Siegfried Mehnert | Váltósúly       | Lionel Ortíz (PUR) · 5:0    | Abdellah Taouane (MAR) · 5:0             | Szong Gjongszop (Song Gyeong-Seop) (KOR) · 2:3 | kiesett                                  | kiesett                    | kiesett                                    | 9.       |
| Torsten Schmitz   | Nagyváltósúly   | erőnyerő                    | Angel Sztojanov (BUL) · 5:2              | Pak Sihon (Park Si-Heon) (KOR) · 0:5           | kiesett                                  | kiesett                    | kiesett                                    | 9.       |
| Henry Maske       | Középsúly       | erőnyerő                    | Helman Palije (MAW) · 5:0                | Sello Mojela (LES) · mérkőzés nélkül           | Michele Mastrodonato (ITA) · 5:0         | Chris Sande (KEN) · 5:0    | Egerton Marcus (CAN) · 5:0                 |          |
| René Suetovius    | Félnehézsúly    |                             | Markus Bott (FRG) · RSC                  | kiesett                                        | kiesett                                  | kiesett                    | kiesett                                    | 17.      |
| Maik Heydeck      | Nehézsúly       |                             | erőnyerő                                 | Juan Antonio Díaz (ARG) · 5:0                  | Pek Hjonman (Baek Hyeon-Man) (KOR) · RSC | kiesett                    | kiesett                                    | 5.       |
| Ulli Kaden        | Szupernehézsúly |                             | erőnyerő                                 | Aziz Salihu (YUG) · 5:0                        | Lennox Lewis (CAN) · RSC                 | kiesett                    | kiesett                                    | 5.       |

RSC – a mérkőzésvezető megállította a mérkőzést

## Röplabda

### Női
| Keletnémet női röplabdacsapat-játékoskeret                                                                     | Keletnémet női röplabdacsapat-játékoskeret                                              |
| --- | --------------------------------------------------------------------------------------- |
| - Ariane Radfan - Brit Wiedemann - Dörte Stüdemann - Grit Jensen-Naumann - Heike Jensen - Kathrin Langschwager | - Maike Arlt - Monika Beu - Steffi Schmidt - Susanne Lahme - Ute Langenau - Ute Steppin |

#### Eredmények
Csoportkör
A csoport
|                   |      | Mérkőzések | Mérkőzések | Szettek | Szettek | Szettek | Pontok | Pontok | Pontok |
| Csapat            | Pont | Gy         | V          | Sz+     | Sz–     | SzA     | P+     | P–     | PA     |
| ----------------- | ---- | ---------- | ---------- | ------- | ------- | ------- | ------ | ------ | ------ |
| Szovjetunió (URS) | 5    | 2          | 1          | 8       | 3       | 2,667   | 154    | 114    | 1,351  |
| Japán (JPN)       | 5    | 2          | 1          | 8       | 6       | 1,333   | 173    | 159    | 1,088  |
| Dél-Korea (KOR)   | 4    | 1          | 2          | 4       | 7       | 0,571   | 116    | 137    | 0,847  |
| NDK (GDR)         | 4    | 1          | 2          | 4       | 8       | 0,500   | 127    | 160    | 0,794  |

| 1988. szeptember 20. | NDK (GDR)                  | 1–3 | Dél-Korea (KOR) |  |
| 1988. szeptember 20. | (6–15, 16–14, 10–15, 7–15) |     |                 |  |

| 1988. szeptember 23. | NDK (GDR)                        | 3–2 | Japán (JPN) |  |
| 1988. szeptember 23. | (11–15, 16–14, 4–15, 15–2, 15–7) |     |             |  |

| 1988. szeptember 25. | NDK (GDR)           | 0–3 | Szovjetunió (URS) |  |
| 1988. szeptember 25. | (16–18, 7–15, 4–15) |     |                   |  |

Az 5–8. helyért
| 1988. szeptember 27. 18:00 | NDK (GDR)                   | 3–1 | Egyesült Államok (USA) |  |
| 1988. szeptember 27. 18:00 | (15–13, 15–11, 10–15, 15–8) |     |                        |  |

Az 5. helyért
| 1988. szeptember 29. 12:00 | Brazília (BRA)             | 1–3 | NDK (GDR) |  |
| 1988. szeptember 29. 12:00 | (9–15, 4–15, 15–11, 11–15) |     |           |  |

| Csapat    | Helyezés |
| --------- | -------- |
| NDK (GDR) | 5.       |

## Sportlövészet
Férfi
| Versenyző       | Versenyszám           | Selejtező | Selejtező | Döntő   | Döntő    |
| Versenyző       | Versenyszám           | Pont      | Helyezés  | Pont    | Helyezés |
| --------------- | --------------------- | --------- | --------- | ------- | -------- |
| Uwe Potteck     | Szabadpisztoly        | 559       | 9.        | kiesett | kiesett  |
| Gernot Eder     | Szabadpisztoly        | 561       | 8.        | 654     | 5.       |
| Gernot Eder     | Légpisztoly           | 581       | 9.        | kiesett | kiesett  |
| Jens Potteck    | Légpisztoly           | 580       | 10.       | kiesett | kiesett  |
| Ralf Schumann   | Gyorstüzelő pisztoly  | 597       | 2.        | 696     |          |
| Roland Müller   | Gyorstüzelő pisztoly  | 588       | 18.       | kiesett | kiesett  |
| Andreas Wolfram | Légpuska              | 591       | 4.        | 689,8   | 8.       |
| Andreas Wolfram | Sportpuska, fekvő     | 595       | 15.       | kiesett | kiesett  |
| Andreas Wolfram | Sportpuska, összetett | 1172      | 10.       | kiesett | kiesett  |
| Olaf Heß        | Sportpuska, fekvő     | 595       | 15.       | kiesett | kiesett  |
| Olaf Heß        | Sportpuska, összetett | 1166      | 18.       | kiesett | kiesett  |
| Thomas Pfeffer  | Futócéllövészet       | 587       | 7.        | kiesett | kiesett  |
| Mike Herrmann   | Futócéllövészet       | 582       | 12.       | kiesett | kiesett  |

Női
| Versenyző            | Versenyszám           | Selejtező | Selejtező | Döntő   | Döntő    |
| Versenyző            | Versenyszám           | Pont      | Helyezés  | Pont    | Helyezés |
| -------------------- | --------------------- | --------- | --------- | ------- | -------- |
| Anke Völker-Schumann | Légpisztoly           | 383       | 5.        | 479,3   | 5.       |
| Anke Völker-Schumann | Sportpisztoly         | 578       | 24.       | kiesett | kiesett  |
| Katja Klepp          | Légpuska              | 381       | 37.       | kiesett | kiesett  |
| Katja Klepp          | Sportpuska, összetett | 584       | 4.        | 680,5   | 4.       |

Nyílt
| Versenyző         | Versenyszám | Selejtező | Selejtező | Döntő               | Döntő    |
| Versenyző         | Versenyszám | Pont      | Helyezés  | Pont                | Helyezés |
| ----------------- | ----------- | --------- | --------- | ------------------- | -------- |
| Jörg Damme        | Trap        | 191       | 15.       | kiesett             | kiesett  |
| Axel Wegner       | Skeet       | 198       | 1.        | 222                 |          |
| Jürgen Raabe      | Skeet       | 196       | 4.        | 219 (szétlövés: 23) | 6.       |
| Bernhard Hochwald | Skeet       | 196       | 11.       | kiesett             | kiesett  |

## Súlyemelés
| Versenyző        | Versenyszám | Szakítás | Szakítás | Lökés    | Lökés    | Összesen | Helyezés |
| Versenyző        | Versenyszám | Eredmény | Helyezés | Eredmény | Helyezés | Összesen | Helyezés |
| ---------------- | ----------- | -------- | -------- | -------- | -------- | -------- | -------- |
| Joachim Kunz     | 67,5 kg     | 150,0    | 2.       | 190,0    | 1.       | 340,0    |          |
| Ingo Steinhöfel  | 75 kg       | 165,0    | 2.       | 195,0    | 3.       | 360,0    |          |
| Ronny Weller     | 110 kg      | 190,0    | 2.       | 235,0    | 3.       | 425,0    |          |
| Michael Schubert | 110 kg      | 190,0    | 2.       | 235,0    | 3.       | 425,0    | 4.       |

## Torna
Férfi
| Versenyző                                                                          | Versenyszám      | Selejtező | Selejtező | Döntő    | Döntő    |
| Versenyző                                                                          | Versenyszám      | Pontszám  | Helyezés  | Pontszám | Helyezés |
| ---------------------------------------------------------------------------------- | ---------------- | --------- | --------- | -------- | -------- |
| Sven Tippelt                                                                       | Talaj            | 19,60     | 15.       | kiesett  | kiesett  |
| Sven Tippelt                                                                       | Ugrás            | 19,55     | 13.       | kiesett  | kiesett  |
| Sven Tippelt                                                                       | Korlát           | 19,70     | 6.        | 9,850    |          |
| Sven Tippelt                                                                       | Nyújtó           | 19,20     | 47.       | kiesett  | kiesett  |
| Sven Tippelt                                                                       | Gyűrű            | 19,85     | 3.        | 9,925    |          |
| Sven Tippelt                                                                       | Lólengés         | 19,70     | 9.        | 9,850    | 7.       |
| Sven Tippelt                                                                       | Egyéni összetett | 117,60    | 9.        | 118,000  | 4.       |
| Sylvio Kroll                                                                       | Talaj            | 19,70     | 11.       | kiesett  | kiesett  |
| Sylvio Kroll                                                                       | Ugrás            | 19,80     | 2.        | 9,900    |          |
| Sylvio Kroll                                                                       | Korlát           | 19,75     | 4.        | 9,875    | 7.       |
| Sylvio Kroll                                                                       | Nyújtó           | 19,15     | 50.       | kiesett  | kiesett  |
| Sylvio Kroll                                                                       | Gyűrű            | 19,70     | 9.        | kiesett  | kiesett  |
| Sylvio Kroll                                                                       | Lólengés         | 19,75     | 7.        | 9,875    | 8.       |
| Sylvio Kroll                                                                       | Egyéni összetett | 117,85    | 5.        | 117,625  | 10.*     |
| Ralf Büchner                                                                       | Talaj            | 19,60     | 15.       | kiesett  | kiesett  |
| Ralf Büchner                                                                       | Ugrás            | 19,60     | 9.        | kiesett  | kiesett  |
| Ralf Büchner                                                                       | Korlát           | 19,60     | 18.       | kiesett  | kiesett  |
| Ralf Büchner                                                                       | Nyújtó           | 19,50     | 21.       | kiesett  | kiesett  |
| Ralf Büchner                                                                       | Gyűrű            | 19,40     | 34.       | kiesett  | kiesett  |
| Ralf Büchner                                                                       | Lólengés         | 19,50     | 22.       | kiesett  | kiesett  |
| Ralf Büchner                                                                       | Egyéni összetett | 117,20    | 15.       | 117,200  | 18.      |
| Holger Behrendt                                                                    | Talaj            | 19,00     | 68.       | kiesett  | kiesett  |
| Holger Behrendt                                                                    | Ugrás            | 19,70     | 5.        | 9,850    | 5.       |
| Holger Behrendt                                                                    | Korlát           | 19,70     | 6.        | kiesett  | kiesett  |
| Holger Behrendt                                                                    | Nyújtó           | 19,70     | 4.        | 9,850    | *        |
| Holger Behrendt                                                                    | Gyűrű            | 19,90     | 2.        | 9,950    | *        |
| Holger Behrendt                                                                    | Lólengés         | 18,95     | 59.       | kiesett  | kiesett  |
| Holger Behrendt                                                                    | Egyéni összetett | 116,95    | 19.       | kiesett  | kiesett  |
| Ulf Hoffmann                                                                       | Talaj            | 19,40     | 39.       | kiesett  | kiesett  |
| Ulf Hoffmann                                                                       | Ugrás            | 19,45     | 18.       | kiesett  | kiesett  |
| Ulf Hoffmann                                                                       | Korlát           | 19,65     | 13.       | kiesett  | kiesett  |
| Ulf Hoffmann                                                                       | Nyújtó           | 19,25     | 38.       | kiesett  | kiesett  |
| Ulf Hoffmann                                                                       | Gyűrű            | 19,35     | 39.       | kiesett  | kiesett  |
| Ulf Hoffmann                                                                       | Lólengés         | 19,30     | 36.       | kiesett  | kiesett  |
| Ulf Hoffmann                                                                       | Egyéni összetett | 116,40    | 29.       | kiesett  | kiesett  |
| Andreas Wecker                                                                     | Talaj            | 19,55     | 19.       | kiesett  | kiesett  |
| Andreas Wecker                                                                     | Ugrás            | 19,30     | 33.       | kiesett  | kiesett  |
| Andreas Wecker                                                                     | Korlát           | 19,25     | 59.       | kiesett  | kiesett  |
| Andreas Wecker                                                                     | Nyújtó           | 19,70     | 4.        | 9,850    | 8.       |
| Andreas Wecker                                                                     | Gyűrű            | 19,60     | 18.       | kiesett  | kiesett  |
| Andreas Wecker                                                                     | Lólengés         | 18,90     | 63.       | kiesett  | kiesett  |
| Andreas Wecker                                                                     | Egyéni összetett | 116,30    | 30.       | kiesett  | kiesett  |
| Sylvio Kroll Sven Tippelt Ralf Büchner Holger Behrendt Ulf Hoffmann Andreas Wecker | Csapat összetett |           |           | 588,45   |          |

Női
| Versenyző                                                                                       | Versenyszám      | Selejtező | Selejtező | Döntő    | Döntő    |
| Versenyző                                                                                       | Versenyszám      | Pontszám  | Helyezés  | Pontszám | Helyezés |
| ----------------------------------------------------------------------------------------------- | ---------------- | --------- | --------- | -------- | -------- |
| Dörte Thümmler                                                                                  | Talaj            | 19,850    | 3.        | 19,525   | 8.       |
| Dörte Thümmler                                                                                  | Ugrás            | 19,600    | 17.       | kiesett  | kiesett  |
| Dörte Thümmler                                                                                  | Felemás korlát   | 19,900    | 4.        | 19,900   | 4.       |
| Dörte Thümmler                                                                                  | Gerenda          | 19,200    | 34.       | kiesett  | kiesett  |
| Dörte Thümmler                                                                                  | Egyéni összetett | 78,550    | 11.       | 78,800   | 7.       |
| Dagmar Kersten                                                                                  | Talaj            | 19,725    | 10.       | kiesett  | kiesett  |
| Dagmar Kersten                                                                                  | Ugrás            | 19,750    | 8.        | 19,756   | 6.       |
| Dagmar Kersten                                                                                  | Felemás korlát   | 19,975    | 2.        | 19,987   |          |
| Dagmar Kersten                                                                                  | Gerenda          | 19,200    | 34.       | kiesett  | kiesett  |
| Dagmar Kersten                                                                                  | Egyéni összetett | 78,650    | 8.        | 78,775   | 8.       |
| Ulrike Klotz                                                                                    | Talaj            | 19,625    | 17.       | kiesett  | kiesett  |
| Ulrike Klotz                                                                                    | Ugrás            | 19,450    | 27.       | kiesett  | kiesett  |
| Ulrike Klotz                                                                                    | Felemás korlát   | 19,600    | 16.       | kiesett  | kiesett  |
| Ulrike Klotz                                                                                    | Gerenda          | 19,600    | 11.       | 18,125   | 8.       |
| Ulrike Klotz                                                                                    | Egyéni összetett | 78,275    | 16.       | 78,487   | 11.      |
| Gabi Fähnrich                                                                                   | Talaj            | 19,250    | 45.       | kiesett  | kiesett  |
| Gabi Fähnrich                                                                                   | Ugrás            | 19,325    | 38.       | kiesett  | kiesett  |
| Gabi Fähnrich                                                                                   | Felemás korlát   | 19,625    | 15.       | kiesett  | kiesett  |
| Gabi Fähnrich                                                                                   | Gerenda          | 19,425    | 22.       | kiesett  | kiesett  |
| Gabi Fähnrich                                                                                   | Egyéni összetett | 77,625    | 25.       | kiesett  | kiesett  |
| Bettina Schieferdecker                                                                          | Talaj            | 19,525    | 24.       | kiesett  | kiesett  |
| Bettina Schieferdecker                                                                          | Ugrás            | 19,650    | 12.       | kiesett  | kiesett  |
| Bettina Schieferdecker                                                                          | Felemás korlát   | 19,100    | 60.       | kiesett  | kiesett  |
| Bettina Schieferdecker                                                                          | Gerenda          | 19,175    | 40.       | kiesett  | kiesett  |
| Bettina Schieferdecker                                                                          | Egyéni összetett | 77,450    | 30.       | kiesett  | kiesett  |
| Martina Jentsch                                                                                 | Talaj            | 9,550     | 87.       | kiesett  | kiesett  |
| Martina Jentsch                                                                                 | Ugrás            | 9,500     | 87.       | kiesett  | kiesett  |
| Martina Jentsch                                                                                 | Felemás korlát   | 9,700     | 86.       | kiesett  | kiesett  |
| Martina Jentsch                                                                                 | Gerenda          | 9,500     | 85.       | kiesett  | kiesett  |
| Martina Jentsch                                                                                 | Egyéni összetett | 38,250    | 86.       | kiesett  | kiesett  |
| Dagmar Kersten Dörte Thümmler Ulrike Klotz Gabi Fähnrich Bettina Schieferdecker Martina Jentsch | Csapat összetett |           |           | 390,875  |          |

* - egy másik versenyzővel azonos eredményt ért el

## Úszás
Férfi
| Versenyző                                                                | Versenyszám          | Előfutam | Előfutam | Előfutam | Döntő   | Döntő    | Döntő   | Helyezés |
| Versenyző                                                                | Versenyszám          | Idő      | Hely.    | Össz.    | Típus   | Idő      | Hely.   | Helyezés |
| ------------------------------------------------------------------------ | -------------------- | -------- | -------- | -------- | ------- | -------- | ------- | -------- |
| Sven Lodziewski                                                          | 100 m gyors          | 50,77    | 5.       | 12.      | B       | 51,00    | 4.      | 12.      |
| Steffen Zesner                                                           | 100 m gyors          | 50,73    | 3.       | 9.*      | kiesett | kiesett  | kiesett | kiesett  |
| Steffen Zesner                                                           | 200 m gyors          | 1:49,13  | 4.       | 7.       | A       | 1:48,77  | 6.      | 6.       |
| Thomas Flemming                                                          | 200 m gyors          | 1:49,52  | 5.       | 10.      | B       | 1:50,18  | 2.      | 10.      |
| Uwe Daßler                                                               | 400 m gyors          | 3:49,90  | 2.       | 4.       | A       | 3:46,95  | 1.      |          |
| Uwe Daßler                                                               | 1500 m gyors         | 15:08,91 | 2.       | 4.       | A       | 15:06,15 | 3.      |          |
| Jörg Hoffmann                                                            | 1500 m gyors         | 15:14,13 | 4.       | 6.       | kiesett | kiesett  | kiesett | kiesett  |
| Jörg Hoffmann                                                            | 400 m gyors          | 3:53,78  | 5.       | 14.      | B       | 3:52,13  | 1.      | 9.       |
| Frank Baltrusch                                                          | 100 m hát            | 56,45    | 3.       | 8.       | A       | 56,10    | 6.      | 6.       |
| Frank Baltrusch                                                          | 200 m hát            | 2:01,49  | 1.       | 2.       | A       | 1:59,60  | 2.      |          |
| Dirk Richter                                                             | 200 m hát            | 2:01,54  | 1.       | 3.       | A       | 2:01,67  | 5.      | 5.       |
| Dirk Richter                                                             | 100 m hát            | 56,52    | 2.       | 9.       | B       | 56,66    | 1.      | 9.       |
| Patrick Kühl                                                             | 400 m vegyes         | 4:18,60  | 1.       | 2.       | A       | 4:18,44  | 5.      | 5.       |
| Patrick Kühl                                                             | 200 m vegyes         | 2:03,77  | 1.       | 3.       | A       | 2:01,61  | 2.      |          |
| Raik Hannemann                                                           | 200 m vegyes         | 2:04,03  | 3.       | 6.       | A       | 2:04,82  | 7.      | 7.       |
| Raik Hannemann                                                           | 100 m mell           | 1:04,46  | 7.       | 20.      | kiesett | kiesett  | kiesett | kiesett  |
| Christian Poswiat                                                        | 100 m mell           | 1:02,99  | 4.       | 6.       | A       | 1:03,43  | 8.      | 8.       |
| Christian Poswiat                                                        | 200 m mell           | 2:20,99  | 4.       | 27.      | kiesett | kiesett  | kiesett | kiesett  |
| Dirk Richter Thomas Flemming Lars Hinneburg Steffen Zesner               | 4 × 100 m gyorsváltó | 3:20,47  | 3.       | 3.       | A       | 3:19,82  | 3.      |          |
| Uwe Daßler Sven Lodziewski Thomas Flemming Steffen Zesner Lars Hinneburg | 4 × 200 m gyorsváltó | 7:16,61  | 1.       | 1.       | A       | 7:13,68  | 2.      |          |

Női
| Versenyző                                                                                   | Versenyszám            | Előfutam | Előfutam | Előfutam | Döntő | Döntő   | Döntő | Helyezés |
| Versenyző                                                                                   | Versenyszám            | Idő      | Hely.    | Össz.    | Típus | Idő     | Hely. | Helyezés |
| ------------------------------------------------------------------------------------------- | ---------------------- | -------- | -------- | -------- | ----- | ------- | ----- | -------- |
| Katrin Meißner                                                                              | 50 m gyors             | 25,77    | 2.       | 2.       | A     | 25,71   | 3.*   | *        |
| Kristin Otto                                                                                | 50 m gyors             | 25,85    | 1.       | 3.       | A     | 25,49   | 1.    |          |
| Kristin Otto                                                                                | 100 m hát              | 1:01,45  | 1.       | 1.       | A     | 1:00,89 | 1.    |          |
| Kristin Otto                                                                                | 100 m pillangó         | 1:00,40  | 1.       | 3.       | A     | 59,00   | 1.    |          |
| Kristin Otto                                                                                | 100 m gyors            | 55,80    | 2.       | 2.       | A     | 54,93   | 1.    |          |
| Manuela Stellmach                                                                           | 100 m gyors            | 56,14    | 1.       | 4.       | A     | 55,52   | 4.    | 4.       |
| Manuela Stellmach                                                                           | 200 m gyors            | 2:00,30  | 2.       | 4.       | A     | 1:59,01 | 3.    |          |
| Heike Friedrich                                                                             | 200 m gyors            | 1:59,02  | 1.       | 1.       | A     | 1:57,65 | 1.    |          |
| Heike Friedrich                                                                             | 400 m gyors            | 4:11,30  | 1.       | 5.       | A     | 4:05,94 | 2.    |          |
| Anke Möhring                                                                                | 400 m gyors            | 4:10,64  | 1.       | 2.       | A     | 4:06,62 | 3.    |          |
| Anke Möhring                                                                                | 800 m gyors            | 8:30,95  | 2.       | 4.       | A     | 8:23,09 | 4.    | 4.       |
| Astrid Strauß                                                                               | 800 m gyors            | 8:28,07  | 1.       | 1.       | A     | 8:22,09 | 2.    |          |
| Cornelia Sirch                                                                              | 100 m hát              | 1:01,63  | 1.       | 2.       | A     | 1:01,57 | 3.    |          |
| Cornelia Sirch                                                                              | 200 m hát              | 2:10,46  | 1.       | 1.       | A     | 2:11,45 | 3.    |          |
| Kathrin Zimmermann                                                                          | 200 m hát              | 2:12,81  | 1.       | 3.       | A     | 2:10,61 | 2.    |          |
| Annett Rex                                                                                  | 100 m mell             | 1:10,61  | 2.       | 7.       | A     | 1:10,67 | 8.    | 8.       |
| Silke Hörner                                                                                | 100 m mell             | 1:08,35  | 1.       | 1.*      | A     | 1:08,83 | 3.    |          |
| Silke Hörner                                                                                | 200 m mell             | 2:27,63  | 1.       | 1.       | A     | 2:26,71 | 1.    |          |
| Susanne Börnike                                                                             | 200 m mell             | 2:30,71  | 3.       | 9.       | B     | 2:28,55 | 1.    | 9.       |
| Birte Weigang                                                                               | 100 m pillangó         | 59,97    | 2.       | 2.       | A     | 59,45   | 2.    |          |
| Birte Weigang                                                                               | 200 m pillangó         | 2:11,97  | 1.       | 2.       | A     | 2:09,91 | 2.    |          |
| Kathleen Nord                                                                               | 200 m pillangó         | 2:11,81  | 1.       | 1.       | A     | 2:09,51 | 1.    |          |
| Kathleen Nord                                                                               | 400 m vegyes           | 4:42,92  | 2.       | 2.       | A     | 4:41,64 | 5.    | 5.       |
| Daniela Hunger                                                                              | 400 m vegyes           | 4:44,85  | 2.       | 5.       | A     | 4:39,76 | 3.    |          |
| Daniela Hunger                                                                              | 200 m vegyes           | 2:16,23  | 1.       | 3.       | A     | 2:12,59 | 1.    |          |
| Kristin Otto Katrin Meißner Daniela Hunger Manuela Stellmach Sabina Schulze Heike Friedrich | 4 × 100 m gyorsváltó   | 3:43,13  | 1.       | 1.       | A     | 3:40,63 | 1.    |          |
| Kristin Otto Silke Hörner Birte Weigang Katrin Meißner Cornelia Sirch Manuela Stellmach     | 4 × 100 m vegyes váltó | 4:08,53  | 1.       | 1.       | A     | 4:03,74 | 1.    |          |

* - egy másik versenyzővel azonos eredményt ért el

## Vitorlázás
Férfi
| Versenyző                       | Versenyszám    | Futam | Futam | Futam | Futam  | Futam | Futam | Futam | Pontszám | Helyezés |
| Versenyző                       | Versenyszám    | 1     | 2     | 3     | 4      | 5     | 6     | 7     | Pontszám | Helyezés |
| ------------------------------- | -------------- | ----- | ----- | ----- | ------ | ----- | ----- | ----- | -------- | -------- |
| Ekkehard Schulz Jürgen Brietzke | 470-es osztály | 24,0  | 21,0  | 10,0  | (27,0) | 8,0   | 5,7   | 18,0  | 86,7     | 11.      |

Női
| Versenyző                 | Versenyszám    | Futam | Futam  | Futam | Futam | Futam | Futam | Futam | Pontszám | Helyezés |
| Versenyző                 | Versenyszám    | 1     | 2      | 3     | 4     | 5     | 6     | 7     | Pontszám | Helyezés |
| ------------------------- | -------------- | ----- | ------ | ----- | ----- | ----- | ----- | ----- | -------- | -------- |
| Silke Preuß Susanne Theel | 470-es osztály | 13,0  | (28,0) | 19,0  | 14,0  | 0,0   | 5,7   | 5,7   | 57,4     | 7.       |

Nyílt
| Versenyző                                | Versenyszám     | Futam  | Futam | Futam | Futam  | Futam | Futam | Futam | Pontszám | Helyezés |
| Versenyző                                | Versenyszám     | 1      | 2     | 3     | 4      | 5     | 6     | 7     | Pontszám | Helyezés |
| ---------------------------------------- | --------------- | ------ | ----- | ----- | ------ | ----- | ----- | ----- | -------- | -------- |
| Bernd Jäkel Jochen Schümann Thomas Flach | Soling          | 0,0    | 5,7   | 3,0   | (11,7) | 0,0   | 0,0   | 3,0   | 11,7     |          |
| Stefan Mädicke Ulf Lehmann               | Repülő hollandi | (23,0) | 14,0  | 21,0  | 16,0   | 10,0  | 17,0  | 5,7   | 83,7     | 9.       |

## Vívás
Férfi
| Versenyző                                                      | Versenyszám       | Selejtező | Selejtező | Selejtező | Selejtező | Selejtező | Selejtező | Főtábla                      | Főtábla                                    | Főtábla                      | Vigaszág          | Vigaszág          | Vigaszág          | Vigaszág                     | Negyeddöntő                 | Elődöntő                    | Döntő                                    | Helyezés |
| Versenyző                                                      | Versenyszám       | 1. kör | 1. kör    | 2. kör | 2. kör    | 3. kör | 3. kör    | 1. kör                       | 2. kör                                     | 3. kör                       | 1. kör            | 2. kör            | 3. kör            | 4. kör                       | Negyeddöntő                 | Elődöntő                    | Döntő                                    | Helyezés |
| Versenyző                                                      | Versenyszám       | Ellenfél Eredmény | Hely.     | Ellenfél Eredmény | Hely.     | Ellenfél Eredmény | Hely.     | Ellenfél Eredmény            | Ellenfél Eredmény                          | Ellenfél Eredmény            | Ellenfél Eredmény | Ellenfél Eredmény | Ellenfél Eredmény | Ellenfél Eredmény            | Ellenfél Eredmény           | Ellenfél Eredmény           | Ellenfél Eredmény                        | Helyezés |
| -------------------------------------------------------------- | ----------------- | --- | --------- | --- | --------- | --- | --------- | ---------------------------- | ------------------------------------------ | ---------------------------- | ----------------- | ----------------- | ----------------- | ---------------------------- | --------------------------- | --------------------------- | ---------------------------------------- | -------- |
| Udo Wagner                                                     | Tőr, egyéni       | 10. csoport · Weng Tak Fung (HKG) · 5–1 · Michel Youssef (LIB) · 5–1 · Benoît Giasson (CAN) · 2–5 · Csang Cse-cseng (Zhang Zhicheng) (CHN) · 4–5 · Laurent Bel (FRA) · 4–5 | 4.        | 8. csoport · Lao Sao-pej (Lao Shaopei) (CHN) · 4–5 · Ahmed Mohamed (EGY) · 5–3 · Marian Sypniewski (POL) · 5–3 · Eric Strand (SWE) · 4–5 · Gátai Róbert (HUN) · 3–5 | 4.        | 3. csoport · Matthias Gey (FRG) · 3–5 · Abdel Monem El-Husseini (EGY) · 5–0 · Szekeres Pál (HUN) · 5–3 · Stefano Cerioni (ITA) · 4–5                          | 2.        | Borisz Koreckij (URS) · 10–5 | Matthias Behr (FRG) · 10–8                 | Érsek Zsolt (HUN) · 10–7     |                   |                   |                   |                              | Érsek Zsolt (HUN) · 10–5    | Ulrich Schreck (FRG) · 10–8 | Stefano Cerioni (ITA) · 7–10             |          |
| Jens Howe                                                      | Tőr, egyéni       | 5. csoport · Pedro Cornet (PAR) · 5–4 · Kim Szungphjo (Kim Seung-Pyo) (KOR) · 5–1 · Ahmed Mohamed (EGY) · 5–2 · Mike Marx (USA) · 5–3 · Mauro Numa (ITA) · 3–5             | 2.        | 1. csoport · Benoît Giasson (CAN) · 3–5 · Stephen Angers (CAN) · 5–3 · Jesús Esperanza (ESP) · 5–0 · Szekeres Pál (HUN) · 5–4 · Aljakszandr Ramanykov (URS) · 4–5   | 3.        | 4. csoport · Patrick Groc (FRA) · 5–0 · Gátai Róbert (HUN) · 5–3 · Matthias Behr (FRG) · 1–5 · Emura Kódzsi (JPN) · 2–5                                       | 4.        | Szekeres Pál (HUN) · 10–8    | Kim Szungphjo (Kim Seung-Pyo) (KOR) · 10–5 | Matthias Gey (FRG) · 6–10    |                   |                   |                   | Philippe Omnès (FRA) · 10–9  | Ulrich Schreck (FRG) · 7–10 | kiesett                     | kiesett                                  | 7.       |
| Aris Enkelmann                                                 | Tőr, egyéni       | 2. csoport · Khaled Al-Awadhi (KUW) · 5–0 · Ola Kajbjer (SWE) · 4–5 · İlqar Məmmədov (URS) · 0–5 · Matthias Behr (FRG) · 1–5                                               | 4.        | 4. csoport · Thierry Soumagne (BEL) · 3–5 · Robert Davidson (AUS) · 5–1 · Matthias Gey (FRG) · 5–4 · Patrick Groc (FRA) · 4–5 · Stefano Cerioni (ITA) · 1–5         | 4.        | 1. csoport · Mike Marx (USA) · 5–4 · Andrés García (ESP) · 5–1 · Laurent Bel (FRA) · 5–3 · Marian Sypniewski (POL) · 5–2                                      | 1.        | Leszek Bandach (POL) · 10–5  | Philippe Omnès (FRA) · 10–9                | Ulrich Schreck (FRG) · 9–10  |                   |                   |                   | Stefano Cerioni (ITA) · 8–10 | kiesett                     | kiesett                     | kiesett                                  | 11.      |
| Torsten Kühnemund                                              | Párbajtőr, egyéni | 14. csoport · Alain Côté (CAN) · 3–5 · Ma Cse (Ma Zhi) (CHN) · 3–5 · Ahmed Al-Doseri (BRN) · 5–2 · Ángel Fernández (ESP) · 5–1 · Douglas Fonseca (BRA) · 5–4               | 1.        | 1. csoport · Ángel Fernández (ESP) · 5–2 · Rafael di Tella (ARG) · 5–2 · Michel Dessureault (CAN) · 5–1 · Michel Poffet (SUI) · 5–3                                 | 1.        | 2. csoport · Joaquin Pinto (COL) · 5–0 · John Llewellyn (GBR) · 5–0 · Stéphane Ganeff (NED) · 5–2 · Antônio Machado (BRA) · 5–2 · Witold Gadomski (POL) · 5–4 | 1.        | Johannes Nagele (AUT) · 10–3 | Stefan Joos (BEL) · 10–6                   | Arno Strohmeyer (AUT) · 10–7 |                   |                   |                   |                              | Sandro Cuomo (ITA) · 5–10   | kiesett                     | kiesett                                  | 5.       |
| Uwe Proske                                                     | Párbajtőr, egyéni | 12. csoport · Abdul Rahman Khalid (BRN) · 2–5 · Chan Khaj-száng (Chan Kai Sang) (HKG) · 5–0 · Thierry Soumagne (BEL) · 5–1 · Michel Poffet (SUI) · 2–5                     | 2.        | 9. csoport · Lars Winter (FIN) · 5–2 · Székely Zoltán (HUN) · 5–4 · Péter Vánky (SWE) · 4–5 · Rob Stull (USA) · 2–5                                                 | 4.        | 3. csoport · Roberto Lazzarini (BRA) · 5–4 · Stefan Joos (BEL) · 5–2 · Vlagyimir Reznyicsenko (URS) · 1–5 · Péter Vánky (SWE) · 2–5 · Éric Srecki (FRA) · 4–5 | 5.        | kiesett                      | kiesett                                    | kiesett                      | kiesett           | kiesett           | kiesett           | kiesett                      | kiesett                     | kiesett                     | kiesett                                  | 34.      |
| Aris Enkelmann Adrian Germanus Jens Gusek Jens Howe Udo Wagner | Tőr, csapat       | 1. csoport · Kína (CHN) · 9–5 · Nagy-Britannia (GBR) · 9–3 | 1.        | |           | |           |                              |                                            |                              |                   |                   |                   |                              | Lengyelország (POL) · 9–3   | NSZK (FRG) · 4–9            | Bronzmérkőzés · Magyarország (HUN) · 5–9 | 4.       |